# Les balisseurs du désert
Les Baliseurs du Désert é um filme de suspense franco-tunisiano de 1984, realizado por Nacer Khémir.

## Resumo
Um mestre-escola anda à procura de uma aldeia, e as crianças e os habitantes da aldeia andam à procura de um tesouro que tem como "fio condutor" a mão de Deus. Assim pode ser descrito este filme irreal, no qual o sonho e a realidade não podem ser separados.

## Elenco
- Soufiane Makni
- Hedi Daoud
- Nacer Khémir
- Sonia Ichti
- Jamila Ourabi
- Mohamed Ayadi
- Hassen Khalsi
- Abdeladhim Abdelhak